# العلاقات السويدية الإندونيسية
العلاقات السويدية الإندونيسية هي العلاقات الثنائية التي تجمع بين السويد وإندونيسيا.

## مقارنة بين البلدين
هذه مقارنة عامة ومرجعية للدولتين:
| وجه المقارنة                                              | السويد                                                                               | إندونيسيا         |
| --------------------------------------------------------- | ------------------------------------------------------------------------------------ | ----------------- |
| المساحة (كم2)                                             | 450.30 ألف                                                                           | 1.90 مليون        |
| عدد السكان (نسمة)                                         | 10.16 مليون                                                                          | 263.99 مليون      |
| الكثافة السكانية (ن./كم²)                                 | 22.56                                                                                | 138.94            |
| العاصمة                                                   | ستوكهولم                                                                             | جاكرتا            |
| اللغة الرسمية                                             | اللغة السويدية، لغات السامي، اللغة الفنلندية، منكيلي، اللغة الرومنية، اللغة اليديشية | اللغة الإندونيسية |
| العملة                                                    | كرونة سويدية                                                                         | روبية إندونيسية   |
| الناتج المحلي الإجمالي (بليون دولار)                      | 538.04 مليار                                                                         | 1.02 تريليون      |
| الناتج المحلي الإجمالي (تعادل القوة الشرائية) بليون دولار | 469.01 مليار                                                                         | 2.85 تريليون      |
| الناتج المحلي الإجمالي الاسمي للفرد دولار أمريكي          | 50.58 ألف                                                                            | 3.35 ألف          |
| الناتج المحلي الإجمالي للفرد دولار أمريكي                 | 45.30 ألف                                                                            | 10.52 ألف         |
| مؤشر التنمية البشرية                                      | 0.907                                                                                | 0.684             |
| رمز المكالمات الدولي                                      | +46                                                                                  | +62               |
| رمز الإنترنت                                              | .se                                                                                  | .id               |
| المنطقة الزمنية                                           | توقيت وسط أوروبا، ت ع م+01:00، ت ع م+02:00، أوروبا/ستوكهولم ‏                         |                   |

## منظمات دولية مشتركة
يشترك البلدان في عضوية مجموعة من المنظمات الدولية، منها:
| علم المنظمة | اسم المنظمة                               | تاريخ انضمام السويد | تاريخ انضمام إندونيسيا |
| ----------- | ----------------------------------------- | ------------------- | ---------------------- |
|             | بنك التنمية الآسيوي                       | 1966                | 1966                   |
|             | مؤسسة التنمية الدولية                     | 24 سبتمبر 1960      | 20 أغسطس 1968          |
|             | يونسكو                                    | 23 يناير 1950       | 27 مايو 1950           |
|             | وكالة ضمان الاستثمار متعدد الأطراف        | 12 أبريل 1988       | 12 أبريل 1988          |
|             | الأمم المتحدة                             | 19 نوفمبر 1946      | 28 سبتمبر 1950         |
|             | الفريق المعني برصد الأرض                  | ?                   | ?                      |
|             | الاتحاد البريدي العالمي                   | ?                   | ?                      |
|             | البنك الدولي للإنشاء والتعمير             | 31 أغسطس 1951       | 13 أبريل 1967          |
|             | المنظمة الهيدروغرافية الدولية             | ?                   | ?                      |
|             | الاتحاد الدولي للاتصالات                  | 1866                | 1949                   |
|             | منظمة حظر الأسلحة الكيميائية              | ?                   | ?                      |
|             | مؤسسة التمويل الدولية                     | 20 يوليو 1956       | 23 أبريل 1968          |
|             | المركز الدولي لتسوية المنازعات الاستشارية | 28 يناير 1967       | 28 أكتوبر 1968         |
|             | منظمة التجارة العالمية                    | 1995                | ?                      |
|             | منظمة الشرطة الجنائية الدولية             | ?                   | 5 أكتوبر 1954          |

## أعلام
هذه قائمة لبعض الشخصيات التي تربطها علاقات بالبلدين:
- نيك ليندل (لاعب كرة مضرب أسترالي، 31 يوليو 1988 – )
- هارالد إيدلستام (دبلوماسي سويدي، 17 مارس 1913[22] – 16 أبريل 1989[22])
- هارالد ساندبرغ (دبلوماسي سويدي، 12 مارس 1950 – )

## وصلات خارجية
- موقع وزارة الخارجية السويدية
- موقع وزارة الخارجية الإندونيسية